# Paranthrene dohertyi
Paranthrene dohertyi is een vlinder uit de familie wespvlinders (Sesiidae), onderfamilie Sesiinae.
Paranthrene dohertyi is voor het eerst wetenschappelijk beschreven door Rothschild in 1911. De soort komt voor in het Oriëntaals gebied.